# 尚蒂利 (密蘇里州)
尚蒂利（英語：Chantilly）是位於美國密蘇里州林肯縣的非建制地區。

## 歷史
尚蒂利的郵局於1840年設立，其後於1918年停運。

## 地理
尚蒂利所處的海拔為高於海平面195米（即640英呎），而該地所採用的時區為UTC-6，即北美中部時區（CST）。同時該地設有夏令時間，為UTC-6調快一小時，即UTC-5（CDT）。